# Nicholas Rowe (acteur)
Pour les articles homonymes, voir Nicholas Rowe et Rowe.
Nicholas Rowe, né le 22 novembre 1966 à Édimbourg, en Écosse, est un acteur britannique. Il est notamment connu pour son rôle de Sherlock Holmes adolescent dans Le Secret de la pyramide.

## Biographie
Nicholas Rowe est le fils d'Andrew Rowe, membre du Parlement, et fait ses études à Eton College puis à l'université de Bristol dont il sort diplômé d'un B.A. en espagnol.

## Filmographie

### Cinéma
- 1984 : Another Country : Histoire d'une trahison : Spungin
- 1985 : Le Secret de la pyramide : Sherlock Holmes
- 1998 : Arnaques, Crimes et Botanique : J
- 2001 : Enigma : Villiers
- 2002 : Nicholas Nickleby : Lord Verisopht
- 2004 : Le Fils de Chucky : l'avocat
- 2010 : Anton Chekhov's The Duel : Sheshkovsky
- 2015 : Mr. Holmes de Bill Condon : Matinee 'Sherlock' (caméo)
- 2016 : A United Kingdom d'Amma Asante : Fenner Brockway
- 2017 : Le Dîner des vampires (Eat Locals) de Jason Flemyng : Private Gary
- 2018 : Rémi sans famille d'Antoine Blossier : James Milligan
- 2020 : Anya (Waiting for Anya) de Ben Cookson : le maire
- 2022 : La Ruse (Operation Mincemeat) de John Madden : David Ainsworth

### Télévision
- 1996 : Inspecteurs associés (saison 1, épisode 3) : Gervase Butt
- 1997 : Kavanagh (2 épisodes) : Charles Beaufort
- 2000 : Longitude (TV) : George III du Royaume-Uni
- 2000 : Sydney Fox, l'aventurière (saison 1, épisode 18) : Peter Graham
- 2002 : Shackleton (TV) : Thomas Orde-Lees
- 2003 : Holby City (saison 5, épisode 29) : Nathan Cairns
- 2003 : Inspecteur Barnaby (saison 7, épisode 3) : David Heartley-Reade
- 2004 : La Femme mousquetaire (TV) : Duc de Buckingham
- 2008 : Hôtel Babylon (saison 3, épisode 8) : Jonah Slaughter
- 2009 : Margaret (TV) : Malcolm Rifkind
- 2009 : Dreamland (4 épisodes) : Rivesh Mantilax
- 2011 : The Borgias (2 épisodes) : Baron Bonadeo
- 2013 : Inspecteur Barnaby (saison 15, épisode 5) : Edward Stannington
- 2013-2014 : Da Vinci's Demons (6 épisodes) : le cardinal Orsini
- 2015 : The Last Kingdom (3 épisodes) : Asser
- 2017 : Riviera : Geoffrey Anderton